# Lista över arabiska stjärnnamn
Det här är en lista över arabiska stjärnnamn. Den innehåller ett urval av traditionella arabiska stjärnnamn.
Stjärnorna är sorterade i alfabetisk ordning efter sina trivialnamn och tabellerade efter initial. Om ett svenskt namn inte har kunnat hittas, används det engelska trivialnamnet (oftast är de identiska). I de fall en stjärna har fler än ett aktivt använt trivialnamn eller har ett namn som förekommer i flera stavningsformer, ger listan en hänvisning från det sekundära namnet till det vanligast använda namnets post i listan. Obs: Notera att etymologin för stjärnnamn kan vara komplicerad och att den etymologiska information som presenteras i listan därför skiljer sig i kvalitet mellan olika poster.
I tabellen anges stjärnans trivialnamn, kortformen av dess Bayer-beteckning (i de få fall en Bayer-beteckning saknas anges istället stjärnans Flamsteed-beteckning), dess arabiska namn, en transkribering av det arabiska namnet, det arabiska namnets betydelse samt stjärnans nummerbeteckning i Hipparkoskatalogen, HIP.
| Stjärnor med arabiska namn |
| --- |
| A · B · C · D · E · F · G · H · I · J · K · L · M · N · O · P · Q · R · S · T · U · V · W · X · Y · Z Andra objekt · Sökning i Hipparkoskatalogen Se även · Externa länkar · Referenser |

## A
| Trivialnamn                              | Bayer  | Arabiskt namn              | Arabiskt namn                        | Betydelse | HIP    |
| Trivialnamn                              | Bayer  | Arabiska                   | Transkribering                       | Betydelse | HIP    |
| ---------------------------------------- | ------ | -------------------------- | ------------------------------------ | --- | ------ |
| Acamar                                   | γ Eri  | آخر النهر                  | ākhir an‑nār                         | Slutet av floden (Eridanus) | 13847  |
| Achenar (→ Achernar)                     | α Eri  | آخر النهر                  | ākhir an‑nār                         | Slutet av floden (Eridanus) | —      |
| Achernar                                 | α Eri  | آخر النهر                  | ākhir an‑nār                         | Slutet av floden (Eridanus) | 7588   |
| Achr al‑Achbiya (→ Sadaltager)           | —      | آخر الأجبية                | ākhir al‑āšābilja                    | Hemmens (tältens) sista/bakersta lyckostjärna | —      |
| Acrab                                    | β Sco  | العقرب                     | al‑ʿaķrab                            | Skorpionen | 78820  |
| Acubens                                  | α Cnc  | الزبانى                    | az‑zubanah                           | Klon (på Kräftan) | 44066  |
| Adara (→ Adhara)                         | —      | العذارى                    | al‑ʿaðhārah                          | Jungfrurna | —      |
| Adhafera                                 | ζ Leo  | الضفيرة                    | að‑ðafīrah                           | Hårflätan/hårlocken (på Lejonet) | 50335  |
| Adhara                                   | ε CMa  | العذارى                    | al‑ʿaðhārah                          | Jungfrurna | 33579  |
| Adib (→ Thuban)                          | —      | الذئب                      | ad‑dīb                               | Vargen | —      |
| Adhil                                    | ξ And  | الذيل                      | að‑ðail                              | Släpet (ordagrant "svansen") | 6411   |
| Ain                                      | ε Tau  | عين                        | ʿaīen                                | Ögat (på Oxen) | 20889  |
| Ainalhai                                 | γ Ser  | عين الحية                  | ʿaīen al-ħaijah                      | Ormens öga | 78072  |
| Ain al-Rami                              | ν Sgr  | عين الرامي                 | ʿaīen ar-rāmī                        | Bågskyttens öga | 92845  |
| Ak (→ Dubhe)                             | —      | عين                        | ʿaīen                                | Ögat (på Stora björnen) | —      |
| Akhfa al‑Farkadain                       | ζ UMi  | أخفى الفرقدين              | akḫfa al‑farākadāinʿi                | Den ljussvagare av de två (eg. Den dolda av (de två) kalvarna); trol. eg. för Pherkad (γ UMi) | 77055  |
| Akrab (→ Acrab)                          | —      | العقرب                     | al‑ʿaķrab                            | Skorpionen | —      |
| Aladfar                                  | η Lyr  | الأظفر                     | al‑ʿaþʿfār                           | Klon (på den dykande örnen) | 94481  |
| Alaraph (→ Zavijava)                     | —      | العارف                     | al‑arif                              | Den som har kunskap, Den vetande | —      |
| Alasco (→ Anwar al‑Farkadain)            | —      | الأصغر                     | al‑ʾasħuār                           | Den mindre (björnen); till arabiskans الدب الأصغر (ad‑dubb al‑ʾasħuār), "Lilla björnen"; Bayers latinisering av stjärnbildens arabiska namn är "Dhub Elezguar" och Chilmead bidrog med stavningen "Dub Alasgar". "Alasco" kan möjl. vara en latiniserad form av "al‑ʾasħuār". | —      |
| Alathfar                                 | μ Lyr  | الأظفر                     | al‑ʿaþʿfār                           | Klon (på den dykande örnen) | 90191  |
| Albaldah                                 | π Sgr  | البلدة                     | al‑báldah                            | Staden | 94141  |
| Albali                                   | ε Aqr  | البالع                     | al‑bālī                              | Slukaren | 102618 |
| Albulaan                                 | μ Aqr  | البولعان                   | al‑bulʿāni                           | De två sväljarna | 103045 |
| Albulaan                                 | ν Aqr  | البولعان                   | al‑bulʿāni                           | De två sväljarna | 104459 |
| Alchiba                                  | α Crv  | الخباء                     | al‑khibah                            | Tältet | 59199  |
| Aldebaran                                | α Tau  | الدبران                    | ad‑dabarān                           | Den som följer efter (Plejaderna) | 21421  |
| Alderamin                                | α Cep  | الذراع الأيمن              | að‑ðirāʿ al‑jamīn                    | Den högra armen (på Cepheus) | 105199 |
| Aldib (→ Altais)                         | —      | الذئب                      | ad‑dīb                               | Vargen | —      |
| Alfirk                                   | β Cep  | الفرق                      | al‑firķah                            | Flocken (avser en fårflock) | 106032 |
| Alga (→ Alya)                            | —      | الألية                     | al‑jah                               | Fettsvansfårets svans | —      |
| Algebar (→ Rigel)                        | —      | رجل الجبار                 | ridjl ad‑djabbār                     | Jättens (Orions) fot | —      |
| Algedi                                   | α1 Cap | الجدي                      | ad‑djādʿi                            | Killingen/getabocken (äv. för hela stjärnbilden Stenbocken) | 100027 |
| Algedi                                   | α2 Cap | الجدي                      | ad‑djādʿi                            | Killingen/getabocken (äv. för hela stjärnbilden Stenbocken) | 100064 |
| Algenib                                  | γ Peg  | الجنب                      | ad‑djānib                            | Flanken (på Pegasus) | 1067   |
| Algenib (→ Mirfak)                       | α Per  | الجنب                      | ad‑djānib                            | Sidan (på Perseus) | —      |
| Algenubi (→ Ras Elased)                  | —      | رأس الأسد الجنوبي          | rʿās al‑ʿasad ad‑djanūbī             | Den södra (stjärnan) i Lejonets huvud | —      |
| Algieba                                  | γ Leo  | الجبهة                     | ad‑djabhah                           | Pannan (på Lejonet) | 50583  |
| Algiedi Prima (→ Algedi (α1 Cap))        | —      | الجدي                      | ad‑djādʿi                            | Killingen/getabocken; (lat.) Första Algiedi | —      |
| Algiedi Secunda (→ Algedi (α2 Cap))      | —      | الجدي                      | ad‑djādʿi                            | Killingen/getabocken; (lat.) Andra Algiedi | —      |
| Algjebbah (→ Saiph (η Ori))              | η Ori  | الجبّار                     | ad‑djabbār                           | Jätten (Orion) | —      |
| Algol                                    | β Per  | رأس الغول                  | rʿās al‑ghūl                         | Demonens huvud; en ghul är en ond, likätande ande) | 14576  |
| Algorab                                  | δ Crv  | الغراب                     | al‑ghurāb                            | Korpen | 60965  |
| Alhena                                   | γ Gem  | الهنعة                     | al‑hanʿah                            | Brännmärket (på en kamels nacke) | 31681  |
| Alifa (→ Akhfa al‑Farkadain)             | —      | أخفى الفرقدين              | akḫfa al‑farākadāinʿi                | Den ljussvagare av de två (eg. Den dolda av (de två) kalvarna); trol. eg. för Pherkad (γ UMi) | —      |
| Alioth                                   | ε UMa  | الجون                      | al‑jóþ                               | Den svarta hästen | 62956  |
| Alkab (→ al-Kab)                         | —      | الكعب                      | al‑kāb                               | Hälen | —      |
| Alkaid                                   | η UMa  | القائد                     | al‑ḳāid                              | Anföraren (för döttrarna vid likbåren); Karlavagnens fyrkantiga "vagnskorg" liknas vid en likbår, vid vilken den dödes döttrar (stjärnorna som utgör vagnens "skakel") står och sörjer. | 67301  |
| Alkes                                    | α Crt  | الكأس                      | al‑kās                               | Bägaren | 53740  |
| Alkirdah (→ Kurhah)                      | —      | القردة                     | al‑ḳrdah                             | Aporna | —      |
| Almaaz                                   | ε Aur  | الماعز                     | al-māʿiz                             | Getabocken | 23416  |
| Almach (→ Almak)                         | γ And  | عناق الأرض                 | al‑ʿanāķ al‑arđ                      | Ökenlon | —      |
| Almak                                    | γ And  | عناق الأرض                 | al‑ʿanāķ al‑arđ                      | Ökenlon | 9640   |
| Almeisan (→ Alhena)                      | —      | الميسان                    | al‑maisan                            | Den lysande/skinande | —      |
| Almurzim (→ Murzim)                      | —      | المرزم                     | al‑merʿzām                           | Härolden | —      |
| Alnair                                   | α Gru  | النّيّر من ذنب الحوت الجنوبي | an‑nāir min ðánab al‑hʿūt ad‑djanūbī | Den ljusa (stjärnan) i Södra fiskens stjärt | 109268 |
| Alnair                                   | ζ Cen  | النّيّر البطن القنطور        | an‑nāir al‑baṭn al‑ḳanatūr           | Den ljusa (stjärnan) i Kentaurens mage | 68002  |
| Alnasl                                   | γ Sgr  | النصل                      | an‑našl                              | Pilspetsen | 88635  |
| Alnilam                                  | ε Ori  | النّظم                      | an‑niżām                             | Pärlbandet | 26311  |
| Alnitak                                  | ζ Ori  | النطاق                     | an‑niṭāķ                             | Gördeln | 26727  |
| Alniyat                                  | τ Sco  | النياط                     | an‑nijʿāṭ                            | Hålvenen; enl. Allen (1963) översatte Knobel ordet نياط (nijʿāṭ) till "venen i vilken hjärtat är upphängt", vilket motsvarar hålvenens placering. | 81266  |
| Alphard                                  | α Hya  | الفرد                      | al‑fard                              | Den ensamma (stjärnan i Vattenormen) | 46390  |
| Alphecca                                 | α CrB  | نير الفكّة                  | naír al‑faķķa                        | Den ljusa (stjärnan) i den brutna ringen (Norra kronan) | 76267  |
| Alphekka Meridiana                       | α CrA  | نير الفكّة                  | naír al‑faķķa                        | Den ljusa (stjärnan) i den brutna ringen (Södra kronan); (lat.) Södra Alphecca | 94114  |
| Alpheratz                                | α And  | سُرَّة الفَرَسسرة الفَرَس         | surrāt al‑faras                      | Hästens navel | 677    |
| Alphikra Australis (→ Talitha Australis) | —      | الفقرة                     | al‑fīķrah                            | Ryggkotan (trol. oeg.); (lat.) Södra Talitha | —      |
| Alphikra Borealis (→ Talitha Borealis)   | —      | الفقرة                     | al‑fīķrah                            | Ryggkotan (trol. oeg.); (lat.) Norra Alphikra | —      |
| Alrai (→ Celbalrai)                      | β Oph  | الراعي                     | ar‑rāʿi                              | Herden | —      |
| Alrai (→ Errai)                          | γ Cep  | الراعي                     | ar‑rāʿi                              | Herden | —      |
| Alrami (→ Rukbat (α Sgr))                | α Sgr  | الرامي                     | ar‑rāmī                              | Bågskytten | —      |
| Alramih (→ al‑Simak al‑Ramih)            | —      | السماك الرامح              | as‑simāk ar‑rāmiħ                    | Den upphöjda (stjärnan) i Lansiären | —      |
| Alrescha                                 | α Psc  | الرشاء                     | ar‑rišah                             | Brunnsrepet | 9487   |
| Alsafi                                   | σ Dra  | الأثافي                    | al‑aþāfī                             | Trefoten (för kokkärl) | 96100  |
| Alsahm (→ Sham)                          | —      | السهم                      | al-esahūm                            | Pilen | —      |
| Alsciaukat                               | 31 Lyn | الشوكة                     | aš‑šawkat                            | Tornen (r.) | 41075  |
| Alshain                                  | β Aql  | الشاهين                    | aš‑šāhīn                             | Pilgrimsfalken | 98036  |
| Alshat                                   | ν Cap  | الشاة                      | aš-šʿāt                              | Fåret | 100310 |
| Alshemali (→ Rasalas)                    | —      | الشمالي                    | aš‑šamālij                           | Den norra ((stjärnan) i Lejonets huvud) | —      |
| Alsuhail (→ Suhail)                      | —      | السهيل                     | as‑suḥail                            | Den lysande/skinande | —      |
| Altager (→ Sadaltager)                   | —      | سعد التاجر                 | sāʿd at‑tādjīr                       | Köpmannens lyckostjärna | —      |
| Altair                                   | α Aql  | النّسر الطّائر               | an‑nāsr at‑tāir                      | Den flygande örnen | 97649  |
| Altais                                   | δ Dra  | التيس                      | at‑tāis                              | Geten | 94376  |
| Altarf (→ Tarf)                          | —      | الطرفة                     | at‑tūrfah                            | Blicken (Lejonets blick) | —      |
| Alterf                                   | λ Leo  | الطرفة                     | at‑tūrfah                            | Blicken (Lejonets blick) | 46750  |
| Aludra                                   | η CMa  | العذرة                     | al‑ʿaðhārah                          | Jungfrurna/jungfrudomen | 35904  |
| Alula Australis                          | ξ UMa  | القفزة الأولى              | (al‑ḳafzah) al‑ʿuula                 | Det första (språnget); (lat.) Södra Alula | 55203  |
| Alula Borealis                           | ν UMa  | القفزة الأولى              | (al‑ḳafzah) al‑ʿuula                 | Det första (språnget); (lat.) Norra Alula | 55219  |
| Alwaid (→ Rastaban)                      | —      | الﻋﻮﺍﺋﺬ                    | al‑auwaīz                            | Det gamla kamelstoet | —      |
| Alya                                     | θ Ser  | الألية                     | al‑jah                               | Fettsvansfårets svans | 92946  |
| Angetenar                                | τ2 Eri | عرجة النهر                 | ʿarjat an‑nār                        | Flodkröken (i Eridanus) | 13288  |
| Ankaa                                    | α Phe  | العنقاء                    | al‑ʿanķah                            | Fågel Fenix | 2081   |
| Antares                                  | α Sco  | عنتر                       | ʿanþarah                             | Till عنتر (ʿanþarah), "ʿAntar" (egennamn); i det här fallet kortform av personnamnet عنترة بن شداد العبسي (ʿanþarah ibn šaddād al‑ʿabsʿī), ʿAntarah ibn Shaddād al‑ʿAbsī. Namnet "Antares" anses allmänt komma från grekiskans Άντάρης (Ántári̱s), vilket har tolkats som "anti-Ares". Ares (forngrekisk krigsgud) motsvarar här planeten Mars (namngivien efter den romerska krigsguden, som modellerades efter Ares) och Antares och Mars har den röda färgen gemensamt. Men kopplingen mellan de båda himlakropparna gjordes redan av tidiga Mesopotamiska astronomer. Det finns däremot de som hävdar att "Antares" kan vara kopplat till ʿAntar, en arabisk hjälte och poet. ʿAntar har författat en av dikterna i det klassiska, episka verket Mu'allaqat, i vilken han berättar om sitt liv som soldat. | 80763  |
| Anwar al‑Farkadain                       | η UMi  | أنور الفرقدين              | ʿánwar al‑farākadāinʿi               | Den ljusstarkare av de två (eg. Den skinande av (de två) kalvarna); trol. eg. för Kochab (β UMi) | 79822  |
| al‑Anz (→ Almaaz)                        | —      | الماعز                     | al‑māʿiz                             | Getabocken | —      |
| Aoul al‑Achbiya (→ Sadachbia)            | —      | أول الأجبية                | auwīl al‑āšābilja                    | Hemmens (tältens) första/främsta lyckostjärna | —      |
| Aoul al‑Adzari (→ Adhara)                | —      | أول ألعذاري                | auwīl al‑ʿaðārui                     | Den första av jungfrurna | —      |
| Aoul al‑Batjna (→ Alkes)                 | —      | أول ألبجن                  | auwīl al‑ʿbādjna                     | Den första av bägarna; stammen بجن är möjl. en äldre form till den moderna arabiskans فنجان (findjān), i sin tur till persiskans پنگان (fendjân), bägge med betydelsen "bägare"/("kopp"/"mugg") | —      |
| Aoul al‑Naamat (→ Deneb Algenubi)        | —      | أول النعامة                | auwīl an‑nʿāmah                      | Den första av strutsarna | —      |
| Arkab Posterior                          | β2 Sgr | العرقوب                    | al‑ʿarķūb                            | Hälsenan (på Skytten); (lat.) Bakre Arkab | 95294  |
| Arkab Prior                              | β1 Sgr | العرقوب                    | al‑ʿarķūb                            | Hälsenan (på Skytten); (lat.) Främre Arkab | 95241  |
| Arneb                                    | α Lep  | الأرنب                     | al‑ʿarnāb                            | Kaninen | 25985  |
| Arrakis                                  | μ Dra  | الراقص                     | ar‑rāķiṣ                             | Dansaren | 83608  |
| Asad Australis (→ Ras Elased)            | —      | رأس الأسد الجنوبي          | rʿās al‑ʿasad ad‑djanūbī             | Den södra (stjärnan) i Lejonets huvud; (lat.) Södra Asad | —      |
| Asuia (→ Rastaban)                       | —      | الﺷﺠﺎﻉ                     | aš‑šūia                              | Det gamla kamelstoet | —      |
| Atik                                     | ο Per  | العاتق                     | al‑ʿatiķ                             | Skuldran (på Perseus) | 17448  |
| Aulad al‑Nathlat                         | ψ Boo  | الأولاد النذالة            | al‑ʾaulāed an‑nāþāla                 | De klandervärda/skändliga/skurkaktiga sönerna | 73745  |
| Aulad al‑Thiba                           | λ Boo  | الأولاد الضباع             | al‑ʾaulāed að‑ðibʿah                 | Hyenornas valpar | 69732  |
| Auva                                     | δ Vir  | العوى                      | al‑ʿauwah                            | Den skällande (hunden) | 63090  |
| Awwa (→ Auva)                            | —      | العوى                      | al‑ʿauwah                            | Den skällande (hunden) | —      |
| Azaleh (→ Sadatoni)                      | —      | الصالح                     | as-sáleħ                             | Den rättskaffens/rättfärdige; möjl. från ﺻﺎﻟﺢ (sálʿhā), "rättskaffens"/"rättfärdig" | —      |
| Azelfafage                               | π1 Cyg | الظلف الفَرَس                | aþ-þīlf al-faras                     | Hästens hov | 107136 |
| Azelfafage                               | π1 Cyg | العزل الدجاجة              | al‑ʿazal ad‑dedjādjah                | Hönans stjärt; Allen (1963) menar att det här är det mest sannolika av de två namnförslagen för π1 Cyg. Men ordet عَزْل (ʿazulʿ) betyder "ensam/isolerad/åsidosatt", inte "stjärt". | 107136 |
| Azha                                     | η Eri  | اشيانة                     | al‑uði                               | Boet (vid Eridanus); till persiskans آشيانه (āšijāne), "strutsboet" | 13701  |

## B
| Tillbaka till början · A · B · C · D · E · F · G · H · I · J · K · L · M · N · O · P · Q · R · S · T · U · V · W · X · Y · Z · Andra objekt · Sökning i Hipparkoskatalogen |

| Trivialnamn          | Bayer | Arabiskt namn | Arabiskt namn     | Betydelse | HIP    |
| Trivialnamn          | Bayer | Arabiska      | Transkribering    | Betydelse | HIP    |
| -------------------- | ----- | ------------- | ----------------- | --- | ------ |
| Baten Algiedi        | ω Cap | بطن الجدي     | baṭúnah ad-djādʿi | Getens (Stenbockens) mage | 102978 |
| Baten Kaitos         | ζ Cet | بطن القيطس    | baṭúnah al-ḳaiṭos | Valfiskens mage | 8645   |
| Batentaban Australis | φ Dra | ﺑﻂﻦ الثعبان   | baṭúnah aþ-þūban  | Ormens mage; (lat.) Södra Batentaban | 89908  |
| Batentaban Borealis  | χ Dra | ﺑﻂﻦ الثعبان   | baṭúnah aþ-þūban  | Ormens mage; (lat.) Norra Batentaban | 89937  |
| Benetnash (→ Alkaid) | —     | بنات نعش      | bināt nāš         | (anföraren för) Döttrarna vid likbåren; Karlavagnens fyrkantiga "vagnskorg" liknas vid en likbår, vid vilken den dödes döttrar (stjärnorna som utgör vagnens "skakel") står och sörjer. | —      |
| Betelgeuse           | α Ori | ابط الجوزاء   | ibţ ad-djauzah    | Orions armhåla | 27989  |
| Betelgeuse           | α Ori | يد الجوزاء    | jad ad-djauzah    | Orions hand (alt. etym. förklaring) | 27989  |
| Botein               | δ Ari | البطين        | al-boṭaín         | (de båda) Magarna; dualis av البطن (al-baṭn), "magen" | 14838  |

## C
| Tillbaka till början · A · B · C · D · E · F · G · H · I · J · K · L · M · N · O · P · Q · R · S · T · U · V · W · X · Y · Z · Andra objekt · Sökning i Hipparkoskatalogen |

| Trivialnamn             | Bayer | Arabiskt namn | Arabiskt namn         | Betydelse                       | HIP   |
| Trivialnamn             | Bayer | Arabiska      | Transkribering        | Betydelse                       | HIP   |
| ----------------------- | ----- | ------------- | --------------------- | ------------------------------- | ----- |
| Calbalakrab (→ Antares) | —     | قلب العقرب    | kālʿbah al-ʿaķrab     | Skorpionens hjärta              | —     |
| Caph                    | β Cas | (الكف (الخضاب | al-kaff (al-ħadʿib)   | (den hennamålade) Handflatan    | 746   |
| Celbalrai               | β Oph | كلب الراعي    | kālība ar-rāʿi        | Vallhunden (herdens hund)       | 86742 |
| Cheleb (→ Celbalrai)    | —     | (كلب (الراعي  | kālība (ar-rāʿi)      | Hund (herdens hund)             | —     |
| Chort                   | θ Leo | الخرت         | al-ħarāt              | Det lilla revbenet (på Lejonet) | 54879 |
| Cursa                   | β Eri | الكرسي        | al-kursī (ad-djauzah) | Stolen/fotpallen (till Orion)   | 23875 |

## D
| Tillbaka till början · A · B · C · D · E · F · G · H · I · J · K · L · M · N · O · P · Q · R · S · T · U · V · W · X · Y · Z · Andra objekt · Sökning i Hipparkoskatalogen |

| Trivialnamn                              | Bayer  | Arabiskt namn      | Arabiskt namn              | Betydelse                                               | HIP    |
| Trivialnamn                              | Bayer  | Arabiska           | Transkribering             | Betydelse                                               | HIP    |
| ---------------------------------------- | ------ | ------------------ | -------------------------- | ------------------------------------------------------- | ------ |
| Dabih Major                              | β1 Cap | الذابح             | að-ðābiḥ                   | Slaktaren; (lat.) Stora Dabih                           | 100345 |
| Dabih Minor                              | β2 Cap | الذابح             | að-ðābiḥ                   | Slaktaren; (lat.) Lilla Dabih                           | 100325 |
| al-Dafirah                               | α Com  | الضفيرة            | að-ʿðafīrah                | Hårlocken/hårflätan                                     | 64241  |
| Dath Elkarti (→ Schedar)                 | —      | الصدر              | as-sadr                    | Bröstet                                                 | —      |
| Deneb                                    | α Cyg  | ذنب الدجاجة        | ðánab ad-dedjādjah         | Hönans stjärt                                           | 102098 |
| Deneb Alased (→ Denebola)                | —      | ذنب الاسد          | ðánab al-asad              | Lejonets svans                                          | —      |
| Deneb Algedi                             | δ Cap  | ذنب الجدي          | ðánab ad-djādʿi            | Getens (Stenbockens) svans                              | 107556 |
| Deneb Algenubi                           | η Cet  | ذنب الجنوبي        | ðánab ad-djanūbī           | Den södra stjärten (på Valfisken)                       | 5364   |
| Deneb Dulfim                             | ε Del  | ذنب الدّلفين        | ðánab ad-dulfīn            | Delfinens stjärt                                        | 101421 |
| Deneb Kaitos                             | β Cet  | ذنب القيطس الجنوبي | ðánab al-ḳaiṭos ad-djanūbī | Valfiskens södra stjärt                                 | 3419   |
| Deneb Kaitos Shemali                     | ι Cet  | ذنب القيطس الشمالي | ðánab al-ḳaiṭos aš-šamālij | Valfiskens norra stjärt                                 | 1562   |
| Denebokab                                | δ Aql  | ذنب العقاب         | ðanab al-ʿuķāb             | Örnens stjärt                                           | 95501  |
| Deneb al-Okab                            | ε Aql  | ذنب العقاب         | ðanab al-ʿuķāb             | Falkens stjärt                                          | 93244  |
| Deneb al-Okab                            | ζ Aql  | ذنب العقاب         | ðanab al-ʿuķāb             | Falkens stjärt                                          | 93747  |
| Denebola                                 | β Leo  | ذنب الاسد          | ðánab al-asad              | Lejonets svans                                          | 57632  |
| Difda al-Auwel (→ Fomalhaut)             | —      | الضفدع الأول       | ad-dāfdah al-auwīl         | Den första grodan                                       | —      |
| Diphda (→ Deneb Kaitos)                  | —      | الضفدع الثاني      | ad-dāfdah aþ-þānī          | Den andra grodan                                        | —      |
| Djenubi Menkib al-Nesr (→ Denebokab)     | —      | منكب النسر الجنوبي | mankīb an-nāsr ad-djanūbī  | Örnens södra skuldra                                    | —      |
| Dschubba                                 | δ Sco  | الجبهة             | ad-djabhāt                 | Pannan (på Skorpionen)                                  | 78401  |
| Dubhe                                    | α UMa  | ظهر الدب الاكبر    | żār ad-dubb al-akbar       | Ryggen på (den) Stora björnen                           | 54061  |
| Durre Menthor                            | τ Cet  | الدرر المنثور      | ad-dīrrar al-manþūr        | De utspridda pärlorna (från det brustna pärlhalsbandet) | 8102   |
| Dzaneb al-Haiyet (→ Alya)                | —      | ذنب الحية          | ðanab al-ħaijah            | Ormens stjärt                                           | —      |
| Dzaneb al-Samkat                         | ω Psc  | ذنب السمكة         | ðanab as-sāmakah           | Fiskens stjärt                                          | 118268 |
| Dzeneb al-Tair (→ Deneb al-Okab (ζ Aql)) | ζ Aql  | ذنب الطائر         | ðánab at-tāir              | Örnens stjärt                                           | —      |
| Dziban                                   | ψ Dra  | الذئبان            | að-ðīban                   | De två vargarna                                         | —      |

## E
| Tillbaka till början · A · B · C · D · E · F · G · H · I · J · K · L · M · N · O · P · Q · R · S · T · U · V · W · X · Y · Z · Andra objekt · Sökning i Hipparkoskatalogen |

| Trivialnamn                          | Bayer | Arabiskt namn | Arabiskt namn   | Betydelse | HIP    |
| Trivialnamn                          | Bayer | Arabiska      | Transkribering  | Betydelse | HIP    |
| ------------------------------------ | ----- | ------------- | --------------- | --- | ------ |
| Edasich                              | ι Dra | الضبع         | að-ðabʿ         | Hyenan | 75458  |
| Elacrab (→ Acrab)                    | —     | العقرب        | al‑ʿaķrab       | Skorpionen | —      |
| Elkeid (→ Alkaid)                    | —     | القائد        | al-ḳāid         | Anföraren (för döttrarna vid likbåren); Karlavagnens fyrkantiga "vagnskorg" liknas vid en likbår, vid vilken den dödes döttrar (stjärnorna som utgör vagnens "skakel") står och sörjer. | —      |
| Elkhiffa Australis (→ Zubenelgenubi) | —     | الكفه         | al-kaffʿhah     | Handen; (lat.) Södra Elkhiffa | —      |
| Elnath                               | β Tau | النطح         | an-naþħ         | Stångningen (d.v.s. Oxens horn) | 25428  |
| Eltanin                              | γ Dra | التنين        | at-tannin       | Draken | 87833  |
| Enif                                 | ε Peg | (أنف (الفَرَس   | ānif (al-faras) | Nosen (på hästen; d.v.s. Pegasus mule) | 107315 |
| Errai                                | γ Cep | الراعي        | ar-rāʿi         | Herden | 116727 |
| Etamin (→ Eltanin)                   | —     | التنين        | at-tannin       | Draken | —      |
| Ettanin (→ Eltanin)                  | —     | التنين        | at-tannin       | Draken | —      |

## F
| Tillbaka till början · A · B · C · D · E · F · G · H · I · J · K · L · M · N · O · P · Q · R · S · T · U · V · W · X · Y · Z · Andra objekt · Sökning i Hipparkoskatalogen |

| Trivialnamn    | Bayer | Arabiskt namn    | Arabiskt namn          | Betydelse                                    | HIP    |
| Trivialnamn    | Bayer | Arabiska         | Transkribering         | Betydelse                                    | HIP    |
| -------------- | ----- | ---------------- | ---------------------- | -------------------------------------------- | ------ |
| Fomalhaut      | α PsA | فم الحوت الجنوبي | fam al-hʿūt ad-djanūbī | Södra fiskens mun                            | 113368 |
| Fum al-Samakah | β Psc | فم السمكة        | fam as-sāmakah         | Fiskens mun                                  | 113889 |
| Furud          | ζ CMa | الفرد            | al-farūd               | De ensamma (ljusa stjärnorna i Stora hunden) | 30122  |

## G
| Tillbaka till början · A · B · C · D · E · F · G · H · I · J · K · L · M · N · O · P · Q · R · S · T · U · V · W · X · Y · Z · Andra objekt · Sökning i Hipparkoskatalogen |

| Trivialnamn                      | Bayer | Arabiskt namn   | Arabiskt namn         | Betydelse                       | HIP    |
| Trivialnamn                      | Bayer | Arabiska        | Transkribering        | Betydelse                       | HIP    |
| -------------------------------- | ----- | --------------- | --------------------- | ------------------------------- | ------ |
| Ghusn al-Zaitun                  | δ Col | الغصن الزيتون   | al-ghosn az-zāitūn    | Olivkvisten                     | 30277  |
| Gienah                           | γ Crv | جناح            | djanāħ                | (korpens) Vinge                 | 59803  |
| Gienah                           | ε Cyg | جناح            | djanāħ                | (svanens) Vinge                 | 102488 |
| Gienah Corvi (→ Gienah (γ Crv))  | —     | جناح            | djanāħ                | (lat.) Korpens vinge            | —      |
| Gienah Ghurab (→ Gienah (γ Crv)) | —     | جناح الغراب     | djanāħ al-ghurab      | Korpens vinge                   | —      |
| Gomeisa                          | β CMi | مرزم) الغميصاء) | (mirzam) al-ghumaisah | Den surögda ((kvinnans) gördel) | 36188  |

## H
| Tillbaka till början · A · B · C · D · E · F · G · H · I · J · K · L · M · N · O · P · Q · R · S · T · U · V · W · X · Y · Z · Andra objekt · Sökning i Hipparkoskatalogen |

| Trivialnamn                         | Bayer  | Arabiskt namn | Arabiskt namn   | Betydelse | HIP    |
| Trivialnamn                         | Bayer  | Arabiska      | Transkribering  | Betydelse | HIP    |
| ----------------------------------- | ------ | ------------- | --------------- | --- | ------ |
| Hadar                               | β Cen  | حضار          | hadār           | Plats/boplats (jfr. sv. stad) | 68702  |
| al-Hakah                            | φ1 Ori | الهقعة        | al-haḳʿah       | Den vita pricken | 26176  |
| al-Hakah                            | φ2 Ori | الهقعة        | al-haḳʿah       | Den vita pricken | 26366  |
| Hamal                               | α Ari  | راس الحمل     | rʿās al-ħamal   | Vädurens (baggens) huvud | 9884   |
| Hamul (→ Hamal)                     | α Ari  | راس الحمل     | rʿās al-ħamal   | Vädurens (baggens) huvud | —      |
| Haris-al-sema (→ al‑Simak al‑Ramih) | —      | حارس السماء   | ħāris al-samāʿ  | Himlens väktare | —      |
| Haris-al-sema (→ al‑Simak al‑Ramih) | —      | حارس الشمال   | ħāris al-shemāl | Väktaren i norr (alt. etym. förklaring) | —      |
| Hassaleh (→ al‑Kab)                 | —      | الصالح        | as-sáleħ        | Den rättskaffens/rättfärdige; möjl. från ﺻﺎﻟﺢ (sálʿhā), "rättskaffens"/"rättfärdig" | —      |
| Heka (→ Meissa)                     | —      | الهقعة        | al-haḳʿah       | Den vita pricken | —      |
| Hemal (→ Hamal)                     | —      | راس الحمل     | rʿās al-ħamal   | Vädurens (baggens) huvud | —      |
| Homam                               | ζ Peg  | سعد الهمام    | sāʿd al-hūmam   | Den ädelsinnades/modiges lyckostjärna | 112029 |
| al-Hurr                             | λ Aur  | الحور         | al-hʿūrr        | Gasellkalven; حور (hʿūr; inte specifikt för gasell, en övers. för svenska förhåll- anden är "hjortkalv"/"rådjurskid") förekommer bl.a. i uttrycketحور العين (hʿūr al-aīn), (om kvinnor) "med ögon som gaseller" (jfr. sv. "gasellögon", "rådjursögon") | 24813  |

## I
| Tillbaka till början · A · B · C · D · E · F · G · H · I · J · K · L · M · N · O · P · Q · R · S · T · U · V · W · X · Y · Z · Andra objekt · Sökning i Hipparkoskatalogen |

| Trivialnamn | Bayer | Arabiskt namn | Arabiskt namn  | Betydelse                      | HIP   |
| Trivialnamn | Bayer | Arabiska      | Transkribering | Betydelse                      | HIP   |
| ----------- | ----- | ------------- | -------------- | ------------------------------ | ----- |
| Izar        | ε Boo | الإزار        | al-ʿizār       | Höftskynket (på Björnvaktaren) | 72105 |

## J
| Tillbaka till början · A · B · C · D · E · F · G · H · I · J · K · L · M · N · O · P · Q · R · S · T · U · V · W · X · Y · Z · Andra objekt · Sökning i Hipparkoskatalogen |

| Trivialnamn     | Bayer | Arabiskt namn | Arabiskt namn     | Betydelse              | HIP   |
| Trivialnamn     | Bayer | Arabiska      | Transkribering    | Betydelse              | HIP   |
| --------------- | ----- | ------------- | ----------------- | ---------------------- | ----- |
| Jabbah          | ν Sco | الجبهة        | ad-djabhah        | Pannan (på Skorpionen) | 79374 |
| Jabhat al-Akrab | ω Sco | جبهة العقرب   | djabhah al‑ʿaķrab | Skorpionens panna      | 78933 |

## K
| Tillbaka till början · A · B · C · D · E · F · G · H · I · J · K · L · M · N · O · P · Q · R · S · T · U · V · W · X · Y · Z · Andra objekt · Sökning i Hipparkoskatalogen |

| Trivialnamn                       | Bayer    | Arabiskt namn    | Arabiskt namn          | Betydelse | HIP    |
| Trivialnamn                       | Bayer    | Arabiska         | Transkribering         | Betydelse | HIP    |
| --------------------------------- | -------- | ---------------- | ---------------------- | --- | ------ |
| al-Kab                            | ι Aur    | الكعب ذي العنان  | al-kāb ðīl-ʿinān       | Hälen på den som håller i tömmarna (Kusken) | 23015  |
| Kabdhilinan (→ al-Kab)            | —        | الكعب ذي العنان  | al-kāb ðīl-ʿinān       | Hälen på den som håller i tömmarna (Kusken) | —      |
| Kabelaced (→ Qalb al‑Asad)        | —        | قلب الأسد        | kālʿbah al-ʿasad       | Lejonets hjärta | —      |
| Kaffaljidhma                      | γ Cet    | الكف الجذماء     | al-kaff ad-djaðmah     | Den avklippta/förkortade handen | 12706  |
| Kaitain (→ Alrescha)              | —        | عقد الخيطين      | ʿaķd al-ħaiṭain        | Knuten på tråden/repet | —      |
| Kalb al-Asad (→ Qalb al‑Asad)     | —        | قلب الأسد        | kālʿbah al-ʿasad       | Lejonets hjärta | —      |
| al-Kalb al-Rai                    | ρ2 Cep   | كلب الراعي       | kālība ar-rāʿi         | Vallhunden (herdens hund) | 111056 |
| al-Kaprah (→ Talitha Australis)   | —        | (القفزة (الثّالثة | al-ḳafzah (aþ-þalīþah) | (det tredje) Språnget (av gasellen) | —      |
| Kaus Australis                    | ε Sgr    | القوس            | al-ḳaus                | Bågen; (lat.) Södra Kaus | 90185  |
| Kaus Borealis                     | λ Sgr    | القوس            | al-ḳaus                | Bågen; (lat.) Norra Kaus | 90496  |
| Kaus Media                        | δ Sgr    | القوس            | al-ḳaus                | Bågen; (lat.) Mellersta Kaus | 89931  |
| Kaus Meridionalis (→ Kaus Media)  | δ Sgr    | القوس            | al-ḳaus                | Bågen; (lat.) Södra Kaus; Allen (1963) anger att meridionalis betyder "mitten"/"mellersta", precis som media (f. av medius), vilket är felaktigt; meridionalis betyder "sydlig/"södra". | —      |
| Keff al-Salsalat                  | ι And    | كف المسلسلة      | kaff al-musalselah     | Den fastkedjades hand; "den fastkedjade" avser Andromeda (att bindas/kedjas fast som straff för något förekommer även i andra mytologiska berättelser; jfr. Prometheus och Ixion).      | 116631 |
| Keid                              | 40 Eri A | القيض            | al-ḳaid                | Det trasiga äggskalet (i Boet (Azha)) | 19849  |
| Kelb Alrai (→ Celbalrai)          | —        | كلب الراعي       | kālība ar-rāʿi         | Vallhunden (ordagrant herdens hund) | —      |
| Kerb (→ Markab (τ Peg))           | —        | قارب             | ḳārabah                | Båt | —      |
| Khamis al-Naamat (→ Almak)        | —        | النعامة الخامس   | an-nʿāmah al-khāmis    | Den femte strutsen | —      |
| al-Kidr                           | η Cep    | ?                | ?                      | ? (ursprunget till namnet "al-Kidr" är okänt.) | 102422 |
| al-Kidr                           | θ Cep    | ?                | ?                      | ? (ursprunget till namnet "al-Kidr" är okänt.) | 101093 |
| Kiffa Australis (→ Zubenelgenubi) | —        | ﻛﻔﻪ              | kaffʿhu                | Hand; (lat.) Södra Kiffa | —      |
| Kiffa Borealis (→ Zubeneschamali) | —        | ﻛﻔﻪ              | kaffʿhu                | Hand; (lat.) Norra Kiffa | —      |
| Kitalpha                          | α Equ    | قطعة الفَرَس       | ķiṭʿah al-faras        | En del av hästen | 104987 |
| Kochab                            | β UMi    | الكوكب الشمالي   | al-kaukāb aš-šamālij   | Himlakroppen (stjärnan) i norr | 72607  |
| Kurhah                            | ξ Cep    | القرحة           | al-ḳurhah              | Hästtecknet (ljus hårfläck på hästens panna el. mule) | 108917 |
| Kursa (→ Cursa)                   | —        | الكرسي           | al-kursī (ad-djauzah)  | Stolen/fotpallen (till den centrala stjärnan) | —      |

## L
| Tillbaka till början · A · B · C · D · E · F · G · H · I · J · K · L · M · N · O · P · Q · R · S · T · U · V · W · X · Y · Z · Andra objekt · Sökning i Hipparkoskatalogen |

| Trivialnamn               | Bayer | Arabiskt namn | Arabiskt namn  | Betydelse              | HIP   |
| Trivialnamn               | Bayer | Arabiska      | Transkribering | Betydelse              | HIP   |
| ------------------------- | ----- | ------------- | -------------- | ---------------------- | ----- |
| Lesath                    | υ Sco | اللسعة        | al-lasʿhah     | Gadden (på Skorpionen) | 85696 |
| Leschath (→ Lesath)       | υ Sco | اللسعة        | al-lasʿhah     | Gadden (på Skorpionen) | —     |
| Lesuth (→ Lesath)         | υ Sco | اللسعة        | al-lasʿhah     | Gadden (på Skorpionen) | —     |
| Luh-Denebola (→ Denebola) | —     | ذنب الليث     | ðánab al-lajþ  | Lejonets svans         | —     |

## M
| Tillbaka till början · A · B · C · D · E · F · G · H · I · J · K · L · M · N · O · P · Q · R · S · T · U · V · W · X · Y · Z · Andra objekt · Sökning i Hipparkoskatalogen |

| Trivialnamn                        | Bayer | Arabiskt namn      | Arabiskt namn             | Betydelse | HIP    |
| Trivialnamn                        | Bayer | Arabiska           | Transkribering            | Betydelse | HIP    |
| ---------------------------------- | ----- | ------------------ | ------------------------- | --- | ------ |
| Maasym                             | λ Her | معصم الثريا        | mirʿsam aþ-þoraijah       | Den lysandes (Herkules) handled; på modern arabiska betyder ثريا (þória) "ljuskrona"/"rikedom"                                        | 85693  |
| Maaz (→ Almaaz)                    | —     | الماعز             | al-māʿiz                  | Getabocken | —      |
| Mabsuthat (→ Alsciaukat)           | —     | المبسوطة           | al-mabsūtah               | Den utsträckta (tassen) | —      |
| Mahasim                            | η Aur | المِعْصَم             | al-miʿšam                 | Handleden (på Kusken) | 23767  |
| Mahasim                            | θ Aur | المِعْصَم             | al-miʿšam                 | Handleden (på Kusken) | 28380  |
| Mankib al-Faras (→ Scheat (β Peg)) | —     | منكب الفَرَس         | mankīb al-faras           | Hästens (Pegasus) bog | —      |
| Marfak (→ Marfark)                 | θ Cas | المرفق             | al-murfaķ                 | Armbågen (på Cassiopeja) | —      |
| Marfak                             | μ Cas | المرفق             | al-murfaķ                 | Armbågen (på Cassiopeja) | 5336   |
| Marfak al-Jathih al-Aisr           | μ Her | مرفق الجاثي الأيسر | murfaķ ad-djaþi al-ájsar  | Den knäståendes (Herkules) vänstra armbåge                                                                                            | 86974  |
| Marfark                            | θ Cas | المرفق             | al-murfaķ                 | Armbågen (på Cassiopeja) | 5542   |
| Marfik                             | κ Her | المرفق             | al-murfaķ                 | Armbågen (på Herkules) | 79043  |
| Marfik                             | λ Oph | المرفق             | al-murfaķ                 | Armbågen (på Ormbäraren) | 80883  |
| Markab                             | α Peg | المركب             | al-murāʿkat               | Sadeln (äv. färdmedlet); ev. feltolkning av منكب الفَرَس (mankīb al-faras), "hästens bog" (Pegasus bog)                                 | 113963 |
| Markab                             | τ Peg | المركب             | al-murāʿkat               | Sadeln (äv. färdmedlet); ev. feltolkning av منكب الفَرَس (mankīb al-faras), "hästens bog" (Pegasus bog)                                 | 115250 |
| Markab                             | k Pup | المركب             | al-murāʿkat               | Sadeln (äv. färdmedlet); ev. feltolkning av منكب الفَرَس (mankīb al-faras) (Akterskeppet och Seglet var tidigare delar av Skeppet Argo) | 37229  |
| Markab                             | κ Vel | المركب             | al-murāʿkat               | Sadeln (äv. färdmedlet); ev. feltolkning av منكب الفَرَس (mankīb al-faras) (Akterskeppet och Seglet var tidigare delar av Skeppet Argo) | 45941  |
| Markeb (→ Markab (k Pup))          | k Pup | المركب             | al-murāʿkat               | Sadeln (äv. färdmedlet) | —      |
| Markeb (→ Markab (κ Vel))          | κ Vel | المركب             | al-murāʿkat               | Sadeln (äv. färdmedlet) | —      |
| Matar                              | η Peg | سعد مطر            | sāʿd al-maṭar             | Regnets lyckostjärna | 112158 |
| Mebsuta                            | ε Gem | الذّراع المبسوطه    | al-ðirʿah al-mabsūṭah     | Den utsträckta tassen/armen | 32246  |
| Megrez                             | δ UMa | المغرز             | al-maghriz                | Basen (på Björnens svans; svansroten)                                                                                                 | 59774  |
| Meissa                             | λ Ori | الميسان            | al-maiʿsān                | Den lysande/skinande | 26207  |
| Mekbuda                            | ζ Gem | الذّراع المقبوضة    | al-maķbuðah               | Den tillbakahållna tassen/armen | 34088  |
| Menkab (→ Menkar (α Cet))          | —     | المنخر             | al-minħar                 | Näsborren (på Valfisken) | —      |
| Menkalinan                         | β Aur | منكب ذي العنان     | mankīb ðī al-ʿinān        | Skuldran på den som håller i tömmarna (Kusken)                                                                                        | 28360  |
| Menkar                             | α Cet | المنخر             | al-minħar                 | Näsborren (på Valfisken) | 14135  |
| Menkar                             | λ Cet | المنخر             | al-minħar                 | Näsborren (på Valfisken) | 13954  |
| Menkent                            | θ Cen | منكب القنطور       | mankīb al-ḳanatūr         | Kentaurens skuldra/bog (kentaurer kan sägas ha både och)                                                                              | 68933  |
| Menkib (→ Betelgeuse)              | —     | (منكب (الجوزاء     | mankīb (ad-djauzah)       | (Orions) Skuldra (eg. "(det som är) böjt (på Orion)")                                                                                 | —      |
| Menkib                             | ξ Per | منكب الثريا        | mankīb aþ-þuraija         | Plejadernas skuldra | 18614  |
| Menkib al-Aoua al-Aisr             | γ Boo | منكب العواء الأيسر | mankīb al-ʿauwah al-ájsar | Den skällandes vänstra bog | 71075  |
| Menkib al-Jathi al-Aisr            | δ Her | منكب الجاثي الأيسر | mankīb ad-djaþi al-ájsar  | Den knäståendes vänstra skuldra | 84379  |
| Menkib al-Nesr                     | γ Aql | منكب النسر         | mankīb an‑nāsr            | Örnens skuldra | 97278  |
| Merach (→ Mirach)                  | —     | المئزر             | al-mīzar                  | Förklädet | —      |
| Merak                              | β UMa | المراق             | al-morāķ                  | Länderna (på Stora björnen) | 53910  |
| Mesarthim                          | γ Ari | ألمثرتم            | al-ʿmeþāratīm             | Baggen; mycket. osäker etym., möjl. till arabiskan från hebreiska el. sanskrit                                                        | 8832   |
| Minkar                             | ε Crv | المنخر             | al-minħar                 | Näsborren (på Korpen) | 59316  |
| Minkar al-Ghyrab (→ Alchiba)       | —     | المنخر الغراب      | al-minħar al-ghurab       | Korpens näsborre | —      |
| Mintaka                            | δ Ori | منطقة              | minṭaķa                   | Bälte | 25930  |
| Mintek al‑Aoua (→ Izar)            | —     | منطقة العوع        | minṭaķa al-auwá           | Bältet som tillhör den skällande | —      |
| Mirac (→ Mirach)                   | β And | المئزر             | al-mīzar                  | Förklädet | —      |
| Mirach                             | β And | المئزر             | al-mīzar                  | Förklädet | 5447   |
| Mirak (→ Mirach)                   | β And | المئزر             | al-mīzar                  | Förklädet | —      |
| Mirak (→ Izar)                     | ε Boo | المراق             | al-morāķ                  | Länderna | —      |
| Mirfak                             | α Per | مرفق الثّريّا        | mirfaķ aþ-þurāia          | Plejadernas armbåge | 15863  |
| Mirzam (→ Murzim)                  | —     | مرزم               | merʿzām                   | Härold | —      |
| Mirzam al-Jawzah (→ al-Shira)      | —     | مرزم الجوزاء       | merʿzām ad-djauzah        | Orions härold | —      |
| Mizar (→ Mirach)                   | β And | المئزر             | al-mīzar                  | Förklädet | —      |
| Mizar (→ Izar)                     | ε Boo | المئزر             | al-mīzar                  | Förklädet | —      |
| Mizar                              | ζ UMa | المئزر             | al-mīzar                  | Förklädet | 65378  |
| Mothallah (→ Ras al-Muthallah)     | —     | رأس المثلث         | rʿās al-muþāllaþ          | (den övre delen av) Triangeln | —      |
| Muhlifain                          | γ Cen | محلفين             | mūħallafína               | Edsvuren | 61932  |
| Muliphein                          | γ CMa | محلفين             | mūħallafína               | Edsvuren | 34045  |
| Muphrid                            | η Boo | مفرد الرامح        | mufrīd ar-rāmiħ           | Lansiärens (Björnvaktarens) ensamma/solitära (stjärna)                                                                                | 67927  |
| Murzim                             | β CMa | مرزم               | merʿzām                   | Härold | 30324  |

## N
| Tillbaka till början · A · B · C · D · E · F · G · H · I · J · K · L · M · N · O · P · Q · R · S · T · U · V · W · X · Y · Z · Andra objekt · Sökning i Hipparkoskatalogen |

| Trivialnamn                      | Bayer | Arabiskt namn  | Arabiskt namn      | Betydelse | HIP    |
| Trivialnamn                      | Bayer | Arabiska       | Transkribering     | Betydelse | HIP    |
| -------------------------------- | ----- | -------------- | ------------------ | --- | ------ |
| Nair al-Saif                     | ι Ori | النير السيف    | an-nāir as-sīf     | Den ljusa (stjärnan) i svärdet | 26241  |
| Nair al-Zaurak (→ Ankaa)         | —     | النير الزورق   | an-nāir az-zaurāķ  | Den ljusa (stjärnan) i pinassen (på floden Eridanus)                                                                                              | —      |
| Nakkar (→ Nekkar)                | —     | البقّار         | al-baķķār          | Vallpojken | —      |
| Nashira                          | γ Cap | سعد ناشرة      | sāʿd náširah       | Den lyckliga (stjärnan); Bärare av goda nyheter                                                                                                   | 106985 |
| Nekkar                           | β Boo | البقّار         | al-baķķār          | Vallpojken | 73555  |
| al-Nesr al-Tair (→ Altair)       | —     | النّسر الطّائر   | an‑nāsr at‑tāir    | Den flygande örnen | —      |
| Nihal                            | β Lep | النهال         | an-nihāl           | Kamelerna (släcker sin törst) | 25606  |
| Nir al-Beldat (→ Albaldah)       | —     | نير البلدة     | naír al-báldah     | Den ljusaste (stjärnan) i staden | —      |
| Nir al-Botain (→ Botein)         | —     | نير البطين     | naír al-boṭaín     | Den ljusa (stjärnan) i (de båda) magarna | —      |
| Nir Saad Bula (→ Albali)         | —     | نير سعد البلع  | naír sāʿd al-bālaʿ | Sväljarens lyckostjärna | —      |
| Nir Saad as-Saaoud (→ Sadalsuud) | —     | نير سعد السعود | naír sāʿd as-sūʿud | Den ljusa (stjärnan) i Lyckans lyckostjärna | —      |
| al-Niyat                         | σ Sco | النياط         | an‑nijʿāṭ          | Hålvenen; enl. Allen (1963) översatte Knobel ordet نياط (nijʿāṭ) till "venen i vilken hjärtat är upphängt", vilket motsvarar hålvenens placering. | 80112  |
| al-Niyat (→ Alniyat)             | τ Sco | النياط         | an‑nijʿāṭ          | Hålvenen; enl. Allen (1963) översatte Knobel ordet نياط (nijʿāṭ) till "venen i vilken hjärtat är upphängt", vilket motsvarar hålvenens placering. | —      |
| Nusakan                          | β CrB | النسقان        | an-nasʿķʿān        | (de två) Raderna/linjerna (av stjärnor) | 75695  |
| Nushaba (→ Alnasl)               | —     | النصل          | zūj an-našsāʿdšaba | Pilspetsen (ordagrant pilens huvud) | —      |

## O
| Tillbaka till början · A · B · C · D · E · F · G · H · I · J · K · L · M · N · O · P · Q · R · S · T · U · V · W · X · Y · Z · Andra objekt · Sökning i Hipparkoskatalogen |

| Trivialnamn       | Bayer | Arabiskt namn | Arabiskt namn  | Betydelse | HIP |
| Trivialnamn       | Bayer | Arabiska      | Transkribering | Betydelse | HIP |
| ----------------- | ----- | ------------- | -------------- | --------- | --- |
| Okda (→ Alrescha) | —     | العقدة        | al-ʿuķdah      | Knuten    | —   |

## P
| Tillbaka till början · A · B · C · D · E · F · G · H · I · J · K · L · M · N · O · P · Q · R · S · T · U · V · W · X · Y · Z · Andra objekt · Sökning i Hipparkoskatalogen |

| Trivialnamn                     | Bayer | Arabiskt namn | Arabiskt namn         | Betydelse                                                      | HIP   |
| Trivialnamn                     | Bayer | Arabiska      | Transkribering        | Betydelse                                                      | HIP   |
| ------------------------------- | ----- | ------------- | --------------------- | -------------------------------------------------------------- | ----- |
| Phacd (→ Phecda)                | —     | فخذ الدب      | fakhð ad-dubb         | Björnens lår                                                   | —     |
| Phact                           | α Col | الفاخته       | al-fākhatah           | Ringduvan                                                      | 26634 |
| Phad (→ Phecda)                 | —     | فخذ الدب      | fakhð ad-dubb         | Björnens lår                                                   | —     |
| Phecda                          | γ UMa | فخذ الدب      | fakhð ad-dubb         | Björnens lår                                                   | 58001 |
| Pherkad                         | γ UMi | أخفى الفرقدين | akḫfa al-farākadāinʿi | Den ljussvagare av de två (eg. Den dolda av (de två) kalvarna) | 75097 |
| Pherkard                        | δ UMi | أخفى الفرقدين | akḫfa al-farākadāinʿi | Den ljussvagare av de två (eg. Den dolda av (de två) kalvarna) | 85822 |
| Phurud (→ Furud)                | —     | الفرد         | al-fārud              | De ljusa, ensamma (stjärnorna)                                 | —     |
| Prima Giedi (→ Algedi (α1 Cap)) | —     | الجدي         | ad‑djādʿi             | Killingen/getabocken; (lat.) Första Algiedi                    | —     |

## Q
| Tillbaka till början · A · B · C · D · E · F · G · H · I · J · K · L · M · N · O · P · Q · R · S · T · U · V · W · X · Y · Z · Andra objekt · Sökning i Hipparkoskatalogen |

| Trivialnamn               | Bayer | Arabiskt namn | Arabiskt namn     | Betydelse          | HIP   |
| Trivialnamn               | Bayer | Arabiska      | Transkribering    | Betydelse          | HIP   |
| ------------------------- | ----- | ------------- | ----------------- | ------------------ | ----- |
| Qalb al-Aqrab (→ Antares) | —     | قلب العقرب    | kālʿbah al-ʿaķrab | Skorpionens hjärta | —     |
| Qalb al-Asad              | α Leo | قلب الأسد     | kālʿbah al-ʿasad  | Lejonets hjärta    | 49669 |

## R
| Tillbaka till början · A · B · C · D · E · F · G · H · I · J · K · L · M · N · O · P · Q · R · S · T · U · V · W · X · Y · Z · Andra objekt · Sökning i Hipparkoskatalogen |

| Trivialnamn                                     | Bayer   | Arabiskt namn       | Arabiskt namn                 | Betydelse                                                                                   | HIP    |
| Trivialnamn                                     | Bayer   | Arabiska            | Transkribering                | Betydelse                                                                                   | HIP    |
| ----------------------------------------------- | ------- | ------------------- | ----------------------------- | ------------------------------------------------------------------------------------------- | ------ |
| Rabah al-Naamat (→ Baten Kaitos)                | —       | النعامة الرابع      | an-nʿāmah ar-rʿābīʿ           | Den fjärde strutsen                                                                         | —      |
| Rai al-Naaim (→ Kaus Borealis)                  | —       | راعي النعام         | rāʿia an-nʿām                 | Strutsvaktaren/-herden                                                                      | —      |
| Ramih al-Ramih (→ Muphrid)                      | —       | رمح الرامح          | rumħ ar-rāmiħ                 | (ev.) Lansiärens lans                                                                       | —      |
| Rasalas                                         | μ Leo   | رأس الأسد           | rʿās al-ʿasad                 | Lejonets huvud                                                                              | 48455  |
| Ras Algethi (→ Rasalgethi)                      | —       | رأس الجاثي          | rʿās ad-djaþi                 | Den knäståendes huvud                                                                       | —      |
| Rasalgethi                                      | α Her   | رأس الجاثي          | rʿās ad-djaþi                 | Den knäståendes huvud                                                                       | 84345  |
| Ras Alhague                                     | α Oph   | رأس الحواء          | rʿās al-ħauwah                | Ormbärarens (-samlarens) huvud                                                              | 86032  |
| Rasalhague (→ Ras Alhague)                      | —       | رأس الحواء          | rʿās al-ħauwah                | Ormbärarens (-samlarens) huvud                                                              | —      |
| Ras ad-Djathi (→ Rasalgethi)                    | —       | رأس الجاثي          | rʿās ad-djaþi                 | Den knäståendes huvud                                                                       | —      |
| Ras Elased                                      | ε Leo   | رأس الأسد           | rʿās al-ʿasad                 | Lejonets huvud                                                                              | 47908  |
| Ras Elased Australis (→ Ras Elased)             | —       | رأس الأسد           | rʿās al-ʿasad                 | Den södra (stjärnan) i Lejonets huvud; (lat.) Södra Ras Elased                              | —      |
| Ras Elased Borealis (→ Rasalas)                 | —       | رأس الأسد الشمالي   | rʿās al-ʿasad aš-šamālij      | Den norra (stjärnan) i Lejonets huvud; (lat.) Norra Ras Elased                              | —      |
| Ras Hammel (→ Hamal)                            | —       | راس الحمل           | rʿās al-ħamal                 | Vädurens (baggens) huvud                                                                    | —      |
| Ras al-Muthallah                                | α Tri   | رأس المثلث          | rʿās al-muþāllaþ              | Den övre delen av Triangeln                                                                 | 8796   |
| Rastaban                                        | β Dra   | رأس الثعبان         | rʿās aþ-þūban                 | Ormens huvud                                                                                | 85670  |
| al-Ras al-Tauam al-Muakhar                      | β Gem   | الرأس التوأم المؤخّر | ar-rʿās at-tʿuwām al-muaħar   | Huvudet på den bakre tvillingen (ordagrant "huvudet på Tvillingarnas baksida)               | 37826  |
| al-Ras al-Taum al-Muqadim                       | α Gem   | الرأس التوأم المقدّم | ar-rʿās at-tʿuwām al-muħattām | Huvudet på den främre tvillingen (ordagrant "huvudet på Tvillingarnas framsida)             | 36850  |
| Rekbet al‑Jathih al‑Aisr (→ Rukbalgethi Genubi) | —       | ركبة الجاثي الأيسر  | rūķbah ad-djaþi al-ájsar      | Den knäståendes (Herkules) vänstra knä                                                      | —      |
| Rigel                                           | β Ori   | رجل الجبار          | ridjl ad-djabbār              | Jättens (Orions) fot                                                                        | 24436  |
| Rigel Kent (→ Rigil Kent)                       | —       | رجل القنطور         | ridjl al-ḳanatūr              | Kentaurens fot                                                                              | —      |
| Rigil Kent                                      | α Cen A | رجل القنطور         | ridjl al-ḳanatūr              | Kentaurens fot                                                                              | 71683  |
| Rigil Kent                                      | α Cen B | رجل القنطور         | ridjl al-ḳanatūr              | Kentaurens fot                                                                              | 71681  |
| Rigil Kent                                      | α Cen C | رجل القنطور         | ridjl al-ḳanatūr              | Kentaurens fot; äv. Proxima Centauri, (lat.) Närmaste (stjärnan som tillhör/är i) Kentauren | 70890  |
| Rijl al-Awwa                                    | μ Vir   | رجل العوى           | ridjl al-ʿauwah               | Den skällandes (Auvas) fot/tass                                                             |        |
| al-Rijl al-Musalsalah (→ Almak)                 | —       | الرجل المسلسلة      | ar-ridjl al-musalselah        | Den fastkedjades fot; "den fastkedjade" avser (Andromeda)                                   | —      |
| Risha (→ Alrescha)                              | —       | الرشاء              | ar-rišah                      | Brunnsrepet                                                                                 | —      |
| Rucbah (→ Ruchbah (δ Cas))                      | α Aqr   | الركبة              | ar-rūķbah                     | Knäet (på Vattumannen)                                                                      | —      |
| Ruchba                                          | ω2 Cyg  | الركبة              | ar-rūķbah                     | Knäet (på Svanen)                                                                           | 101243 |
| Ruchbah                                         | δ Cas   | الركبة              | ar-rūķbah                     | Knäet (på Cassiopeja)                                                                       | 6686   |
| Ruchbah (→ Rukbat (α Sgr))                      | α Sgr   | ركبة الرامي         | rūķbah ar-rāmī                | Bågskyttens knä                                                                             | —      |
| Rukbalgethi Genubi                              | θ Her   | ركبة الجاثي الجنوبي | rūķbah ad-djaþi ad-djanūbī    | Den knäståendes (Herkules) södra knä                                                        | 87808  |
| Rukbalgethi Shemali                             | τ Her   | ركبة الجاثي الشمالي | rūķbah ad-djaþi aš-šamālij    | Den knäståendes (Herkules) norra knä                                                        | 79992  |
| Rukbat (→ Ruchbah (δ Cas))                      | δ Cas   | الركبة              | ar-rūķbah                     | Knäet (på Cassiopeja)                                                                       | —      |
| Rukbat                                          | α Sgr   | ركبة الرامي         | rūķbah ar-rāmī                | Bågskyttens knä                                                                             | 95347  |

## S
| Tillbaka till början · A · B · C · D · E · F · G · H · I · J · K · L · M · N · O · P · Q · R · S · T · U · V · W · X · Y · Z · Andra objekt · Sökning i Hipparkoskatalogen |

| Trivialnamn                       | Bayer  | Arabiskt namn | Arabiskt namn       | Betydelse | HIP    |
| Trivialnamn                       | Bayer  | Arabiska      | Transkribering      | Betydelse | HIP    |
| --------------------------------- | ------ | ------------- | ------------------- | --- | ------ |
| al-Saad al-Bula (→ Albali)        | —      | السعد البلع   | as-sāʿd al-bālaʿ    | Sväljarens lyckostjärna | —      |
| Saad al-Sund (→ Sadalsuud)        | —      | سعد السعود    | sāʿd as-sūʿud       | (den första stjärnan i) Lyckans lyckostjärna | —      |
| Saak (→ Muphrid)                  | —      | (ev.) ساق     | sāķ                 | Ben/skenben | —      |
| Sabik                             | η Oph  | السابق        | as-sahēbʿāķ         | Den som går före | 84012  |
| Sadachbia                         | γ Aqr  | سعد الأخبية   | sāʿd al-ʿechbijah   | Hemmens (tältens) lyckostjärna | 110395 |
| Sadalbari                         | μ Peg  | ﺳﻌﺪ ﺍﻟﺒﺎﺭﻉ    | sāʿd al-barī        | Den upphöjdes lyckostjärna | 112748 |
| Sadalmelik                        | α Aqr  | سعد الملك     | sāʿd al-mūliķ       | Konungens lyckostjärna | 109074 |
| Sadalpheretz                      | λ Peg  | سعد الفَرَس     | sāʿd al-faras       | Hästens (Pegasus) lyckostjärna | 112440 |
| Sadalpheris (→ Sadalpheretz)      | λ Peg  | سعد الفَرَس     | sāʿd al-faras       | Hästens (Pegasus) lyckostjärna | —      |
| Sadalsund (→ Sadalsuud)           | β Aqr  | سعد السعود    | sāʿd as-sūʿud       | (den första stjärnan i) Lyckans lyckostjärna | —      |
| Sadalsuud                         | β Aqr  | سعد السعود    | sāʿd as-sūʿud       | (den första stjärnan i) Lyckans lyckostjärna | 106278 |
| Sadaltager                        | ζ Aqr  | سعد التاجر    | sāʿd at-tādjīr      | Köpmannens lyckostjärna | 110960 |
| Sadatoni                          | ζ Aur  | الساعد الثاني | as-sāʿid aþ-þānī    | Den andra armen (på Kusken) | 23453  |
| Sad al-Faris (→ Sadalpheretz)     | —      | سعد الفَرَس     | sāʿd al-faras       | Hästens (Pegasus) lyckostjärna | —      |
| Sadir (→ Sadr)                    | —      | الصدر         | as-sadr             | Bröstet | —      |
| Sador (→ Sadr)                    | —      | الصدر         | as-sadr             | Bröstet | —      |
| Sadr                              | γ Cyg  | الصدر         | as-sadr             | Bröstet (på Svanen) | 100453 |
| Sadr ad-Dedjadjet (→ Sadr)        | —      | صدر الدجاجة   | sādrah ad-dedjādjah | Hönans bröst | —      |
| Sad al-Saud (→ Sadalsuud)         | —      | سعد السعود    | sāʿd as-sūʿud       | (den första stjärnan i) Lyckans lyckostjärna | —      |
| Saiph                             | η Ori  | سيف الجبّار    | sīf ad-djabbār      | Jättens (Orions) svärd | 25281  |
| Saiph                             | κ Ori  | سيف الجبّار    | sīf ad-djabbār      | Jättens (Orions) svärd | 27366  |
| Salm (→ Markab (τ Peg))           | —      | ?             | ?                   | Hink av läder; ev. till lat. sagma, "packsadel" | —      |
| Sama al-Azrak                     | π2 Cyg | السماء الازرق | as-samāh al-āsraķ   | Den blå himlen | 107533 |
| Scheat (δ Aqr) (→ Skat (δ Aqr))   | —      | الساعد        | as-sāid             | Underarmen; ev. eg. fr. vb. شَاءَ (šāʾa) "önska" | —      |
| Scheat                            | β Peg  | الساعد        | as-sāid             | Underarmen; ev. eg. fr. vb. شَاءَ (šāʾa) "önska" | 113881 |
| Schedar                           | α Cas  | الصدر         | as-sadr             | Bröstet på (Cassiopeja) | 3179   |
| Scheddi (→ Deneb Algedi)          | —      | جدي           | djādʿi              | Killing | —      |
| Secunda Giedi (→ Algedi (α2 Cap)) | —      | الجدي         | ad‑djādʿi           | Killingen/getabocken; (lat.) Andra Algiedi | —      |
| Sephdar                           | η Sgr  | الصفدر        | as-safʿdar          | Vildsint krigare | 89642  |
| Sham                              | α Sge  | سهم           | sāhema              | Pil | 96757  |
| Sharatan (→ Sherawan)             | —      | الشراطان      | aš-šāratani         | De två tecknen | —      |
| Shaula                            | λ Sco  | الشولاء       | aš-šaulah           | Den höjda stjärten (på Skorpionen) | 85927  |
| Shedir (→ Schedar)                | —      | الصدر         | as-sadr             | Bröstet | —      |
| Sheliak                           | β Lyr  | الشلياق       | aš-šelijaāķ         | (stjärnbilden) Lyran | 92420  |
| Shelyak (→ Sheliak)               | β Lyr  | الشلياق       | aš-šelijaāķ         | (stjärnbilden) Lyran | —      |
| Sheratan (→ Sherawan)             | β Ari  | الشراطان      | aš-šāraþani         | De två tecknen | —      |
| Sheratim (→ Sherawan)             | β Ari  | الشراطان      | aš-šāraþani         | De två tecknen | —      |
| Sherawan                          | β Ari  | الشراطان      | aš-šāraþani         | De två tecknen | 8903   |
| al-Shira                          | α CMa  | الشِّعْرَى        | aš-šiʿrah           | Ledaren/anföraren; från Koranen 53:49 (suran an-Nadjm (Stjärnan)): "وَأَنَّهُ هُوَ رَبُّ الشِّعْرَى", "och att det är Han som är Hundstjärnans Herre"                                | 32349  |
| al-Simak al-Ramih                 | α Boo  | السماك الرامح | as-simāk ar-rāmiħ   | Den upphöjda (stjärnan) i Lansiären | 69673  |
| Sirrah (→ Alpheratz)              | —      | سرة الفَرَس     | surrāt al-faras     | Hästens navel | —      |
| Skat                              | δ Aqr  | الساق         | as-sāķ              | Benet/skenbenet (på Vattumannen); ev. eg. fr. vb. شَاءَ (šāʾa) "önska"                                                                                                   | 113136 |
| Skat (→ Scheat (β Peg))           | β Peg  | الساق         | as-sāķ              | Benet/skenbenet (på Vattumannen); ev. eg. fr. vb. شَاءَ (šāʾa) "önska"                                                                                                   | —      |
| Suhail                            | α Car  | السهيل        | as-suḥail           | Den lysande/glänsande | 30438  |
| Suhail                            | γ Vel  | السهيل المحلف | as-suḥail al-mūlif  | Löftets/edens glänsande stjärna | 39953  |
| Suhail                            | λ Vel  | السهيل الوزن  | as-suḥail al-wāzn   | Kretsloppets glänsande stjärna | 44816  |
| Suhail Hadar                      | ζ Pup  | سهيل هدار     | suḥail hadār        | Markens/platsens glänsande stjärna | 39429  |
| Sulafat                           | γ Lyr  | السلحفاة      | as-sulʿhāfāt        | Sköldpaddan (avser landsköldpadda) | 93194  |
| al-Sumut                          | α Pyx  | السموت        | as-sumūt            | Stigarna/riktningarna (pl. av السمت (as-sāmt), "riktning"/"väg"); från stammen سمت (sāmāt) har vi ordet zenit och från dess bestämda form السمت (as-sāmt) ordet azimut | 42828  |

## T
| Tillbaka till början · A · B · C · D · E · F · G · H · I · J · K · L · M · N · O · P · Q · R · S · T · U · V · W · X · Y · Z · Andra objekt · Sökning i Hipparkoskatalogen |

| Trivialnamn                         | Bayer  | Arabiskt namn     | Arabiskt namn          | Betydelse | HIP    |
| Trivialnamn                         | Bayer  | Arabiska          | Transkribering         | Betydelse | HIP    |
| ----------------------------------- | ------ | ----------------- | ---------------------- | --- | ------ |
| Talitha (→ Talitha Borealis)        | ι UMa  | القفزة) الثّالثة)  | (al-ḳafzah) aþ-þalīþah | Det tredje (språnget av gasellen) | —      |
| Talitha Australis                   | κ UMa  | القفزة الثّالثة    | al-ḳafzah aþ-þalīþah   | Det tredje språnget (av gasellen); (lat.) Södra Talitha | 44471  |
| Talitha Borealis                    | ι UMa  | القفزة الثّالثة    | al-ḳafzah aþ-þalīþah   | Det tredje språnget (av gasellen); (lat.) Norra Talitha | 44127  |
| Tania Australis                     | μ UMa  | القفزة الثاني     | al-ḳafzah aþ-þānī      | Det andra språnget (av gasellen); (lat.) Södra Tania | 50801  |
| Tania Borealis                      | λ UMa  | القفزة الثاني     | al-ḳafzah aþ-þānī      | Det andra språnget (av gasellen); (lat.) Norra Tania | 50372  |
| Tarf                                | β Cnc  | الطرفة            | at-tūrfah              | Blicken (Lejonets blick) | 40526  |
| Tarf                                | β Cnc  | الطرف             | at-tarāf               | Tippen/änden (på Lejonet) (alt. etym. förklaring) | 40526  |
| al-Tarf (→ Tarf)                    | —      | الطرفة            | at-tūrfah              | Blicken (Lejonets blick) | —      |
| Thabit                              | υ Ori  | الثابت            | aþ-þābāt               | Den stadigvarande/bestående | 25923  |
| Thalath al-Adzari (→ Wezen)         | —      | ألعذاري الثّالثة   | al-ʿaðārui aþ-þalīþah  | Den tredje av jungfrurna | —      |
| al-Thalimain (Posterior)            | ι Aql  | الثالمين          | aþ-þalīmain            | De två strutsarna; (lat.) Bakre al-Thalimain | 96468  |
| al-Thalimain (Prior)                | λ Aql  | الثالمين          | aþ-þalīmain            | De två strutsarna; (lat.) Främre al-Thalimain | 93805  |
| Thalith al-Naamat (→ Durre Menthor) | —      | النعامة الثّالثة   | an-nʿāmah aþ-þalīþah   | Den tredje strutsen | —      |
| Thanih al-Adzari                    | ο2 CMa | ألعذاري الثاني    | al-ʿaðārui aþ-þānī     | Den andra av jungfrurna | 33977  |
| Thanih al-Naamat                    | θ Cet  | النعامة الثاني    | an-nʿāmah aþ-þānī      | Den andra strutsen | 6537   |
| Thanih Ras al-Akab                  | θ Aql  | رأس العقاب الثاني | rʿās al-ʿuķāb aþ-þānī  | Den andra (stjärnan) i Örnens huvud | 99473  |
| Thanih Saad al-Saaoud               | ξ Aqr  | سعد السعود الثاني | sāʿd as-sūʿud aþ-þānī  | Den andra (stjärnan) i Lyckans lyckostjärna | 106786 |
| Thuban                              | α Dra  | الثعبان           | aþ-þūban               | Ormen | 68756  |
| al-Thurayya (→ Plejaderna)          | —      | الثريا            | aþ-þuraija             | De många små (d.v.s. Pleiones och Atlas sju döttrar) | —      |
| Toliman (→ Rigil Kent)              | —      | (ev.) الظُلْمان     | aþẓ-þẓulmānī           | Strutsarna; Kunitzsch & Smart (2006) menar att "Toliman" kan stamma från الظُلْمان. I obestämd form, ظلمان (þẓilmān; el. ظُلْمان, þẓulmānī), står ordet för stjärnbilden Kentauren på både arabiska och persiska |        |
| Turais                              | ι Car  | تُرَيْس              | tura'is                | Sköld (dimin.) | 45556  |
| Turais                              | ρ Pup  | تُرَيْس              | tura'is                | Sköld (dimin.) | 39757  |
| Tureis (→ Turais (ι Car))           | —      | تُرَيْس              | tura'is                | Sköld (dimin.) | —      |
| Tureis (→ Turais (ρ Pup))           | —      | تُرَيْس              | tura'is                | Sköld (dimin.) | —      |

## U
| Tillbaka till början · A · B · C · D · E · F · G · H · I · J · K · L · M · N · O · P · Q · R · S · T · U · V · W · X · Y · Z · Andra objekt · Sökning i Hipparkoskatalogen |

| Trivialnamn                | Bayer | Arabiskt namn | Arabiskt namn   | Betydelse         | HIP   |
| Trivialnamn                | Bayer | Arabiska      | Transkribering  | Betydelse         | HIP   |
| -------------------------- | ----- | ------------- | --------------- | ----------------- | ----- |
| Unukalhai                  | α Ser | عنق الحية     | ʿūnuķ al-ħaijah | Ormens nacke/hals | 77070 |
| Unuk al-Ghyrab (→ Alshain) | —     | عنق الغراب    | ʿūnuķ al-ghurab | Korpens hals      | —     |

## V
| Tillbaka till början · A · B · C · D · E · F · G · H · I · J · K · L · M · N · O · P · Q · R · S · T · U · V · W · X · Y · Z · Andra objekt · Sökning i Hipparkoskatalogen |

| Trivialnamn | Bayer | Arabiskt namn | Arabiskt namn    | Betydelse         | HIP   |
| Trivialnamn | Bayer | Arabiska      | Transkribering   | Betydelse         | HIP   |
| ----------- | ----- | ------------- | ---------------- | ----------------- | ----- |
| Vega        | α Lyr | النسر الواقع  | an-nāsr al-uwāķī | Den dykande örnen | 91262 |

## W
| Tillbaka till början · A · B · C · D · E · F · G · H · I · J · K · L · M · N · O · P · Q · R · S · T · U · V · W · X · Y · Z · Andra objekt · Sökning i Hipparkoskatalogen |

| Trivialnamn       | Bayer | Arabiskt namn | Arabiskt namn    | Betydelse               | HIP   |
| Trivialnamn       | Bayer | Arabiska      | Transkribering   | Betydelse               | HIP   |
| ----------------- | ----- | ------------- | ---------------- | ----------------------- | ----- |
| Warida (→ Alnasl) | —     | النعم الوارد  | an-nāam al-wārid | De vandrande strutsarna | —     |
| Wasat             | δ Gem | السماء        | wasaṭa as-samāh  | Himlens mitt            | 35550 |
| Wazn (→ Wezn)     | —     | الوزن         | al-wāzn          | Vikten                  | —     |
| Wesen (→ Wezen)   | —     | الوزن         | al-wāzn          | Vikten                  | —     |
| Wezen             | δ CMa | الوزن         | al-wāzn          | Vikten                  | 34444 |
| Wezn              | β Col | الوزن         | al-wāzn          | Vikten                  | 27628 |

## Y
| Tillbaka till början · A · B · C · D · E · F · G · H · I · J · K · L · M · N · O · P · Q · R · S · T · U · V · W · X · Y · Z · Andra objekt · Sökning i Hipparkoskatalogen |

| Trivialnamn   | Bayer | Arabiskt namn  | Arabiskt namn            | Betydelse                                                       | HIP   |
| Trivialnamn   | Bayer | Arabiska       | Transkribering           | Betydelse                                                       | HIP   |
| ------------- | ----- | -------------- | ------------------------ | --------------------------------------------------------------- | ----- |
| Yed Posterior | ε Oph | مؤخّر يد الحوّاء | muaħar jadd al-haluwah   | Baksidan av Ormbärarens hand ("handryggen"); (lat.) Bakre Yed   | 79882 |
| Yed Prior     | δ Oph | مقدّم يد الحوّاء | muħattām jadd al-haluwah | Framsidan av Ormbärarens hand ("handflatan"); (lat.) Främre Yed | 79593 |

## Z
| Tillbaka till början · A · B · C · D · E · F · G · H · I · J · K · L · M · N · O · P · Q · R · S · T · U · V · W · X · Y · Z · Andra objekt · Sökning i Hipparkoskatalogen |

| Trivialnamn                        | Bayer  | Arabiskt namn | Arabiskt namn       | Betydelse                                                                     | HIP   |
| Trivialnamn                        | Bayer  | Arabiska      | Transkribering      | Betydelse                                                                     | HIP   |
| ---------------------------------- | ------ | ------------- | ------------------- | ----------------------------------------------------------------------------- | ----- |
| Zaurac                             | γ Eri  | الزورق        | az-zaurāķ           | Båten (på Eridanus); avser en liten båt av typen eka, pinass el. (liten) slup | 18543 |
| Zavijah (→ Zavijava)               | —      | الزاوية       | az-zāhawijah        | Hörnet/vinkeln                                                                | —     |
| Zavijava                           | β Vir  | زاوية العواء  | zāhawijah al-ʿauwah | Hörnet av Auva (den skällande (hunden))                                       | 57757 |
| Zawiah (→ Zavijava)                | —      | الزاوية       | az-zāhawijah        | Hörnet/vinkeln                                                                | —     |
| Zawiat alawwa (→ Zavijava)         | —      | زاوية العواء  | zāhawijah al-ʿauwah | Hörnet av Auva (den skällande (hunden))                                       | —     |
| Zuben-al-Akrab                     | γ Lib  | الزبن العقرب  | az-zuban al-ʿaķrab  | Skorpionens klo                                                               | 76333 |
| Zubenelg (→ Zubenelgenubi)         | —      | الزبن الجنوبي | az-zuban ad-djanūbī | Den södra klon (på Skorpionen)                                                | —     |
| Zubenelgenubi                      | α1 Lib | الزبن الجنوبي | az-zuban ad-djanūbī | Den södra klon (på Skorpionen)                                                | 72603 |
| Zubenelgenubi                      | α2 Lib | الزبن الجنوبي | az-zuban ad-djanūbī | Den södra klon (på Skorpionen)                                                | 72622 |
| Zubenelschamali (→ Zubeneschamali) | —      | الزبن الشمالي | az-zuban aš-šamālij | Den norra klon (på Skorpionen)                                                | —     |
| Zubenesch (→ Zubeneschamali)       | —      | الزبن الشمالي | az-zuban aš-šamālij | Den norra klon (på Skorpionen)                                                | —     |
| Zubeneschamali                     | β Lib  | الزبن الشمالي | az-zuban aš-šamālij | Den norra klon (på Skorpionen)                                                | 74785 |
| Zubeneshamali (→ Zubeneschamali)   | —      | الزبن الشمالي | az-zuban aš-šamālij | Den norra klon (på Skorpionen)                                                | —     |

## Andra objekt
| Tillbaka till början · A · B · C · D · E · F · G · H · I · J · K · L · M · N · O · P · Q · R · S · T · U · V · W · X · Y · Z · Andra objekt · Sökning i Hipparkoskatalogen |

De två islamiska stjärnsymbolerna Rub al-Hizb och Jerusalems/al-Quds stjärna behandlas inte här, tabellen nedan tar endast upp fysiska himmelsobjekt.
| Trivialnamn                           | Beteckning                     | Arabiskt namn        | Arabiskt namn                    | Betydelse | SIMBAD |
| Trivialnamn                           | Beteckning                     | Arabiska             | Transkribering                   | Betydelse | SIMBAD |
| ------------------------------------- | ------------------------------ | -------------------- | -------------------------------- | --- | ------ |
| Andromedagalaxen                      | NGC 224, M31                   | مجرة المرأة المسلسلة | mūdjirah al-mārʿah al-musalselah | Andromedas galax (ordagrant "den fastkedjade kvinnans galax", där "den fastkedjade kvinnan" avser mytens Andromeda); beteckningen مجرة المرأة المسلسلة används idag som namn på Andromedagalaxen (ordsammansättningen och stavningen kan variera en smula, men uttolkningen är densamma) | M31    |
| Andromedagalaxen                      | NGC 224, M31                   | لطخة سحابية          | luʿtacha suhābijah               | Suddigt/fläckigt moln (ev. litet moln); begreppet är hämtat från Stjärnbildernas bok av as-Sufi och en notering som lyder: "اللطخة السحابية ملاصقة للكوكب الرابع عشر الذي في الجنب الايمن من الثلاثة التي فوق الميزر" Det betyder ung. "fläckigt moln intill planet (nr.) 14 på den högra sidan av de tre (stjärnorna) ovanför Almizr" (Almizr refererar möjl. till Mizar (ζ UMa)); numera används sällan beteckningen لطخة سحابية som namn på Andromeda- galaxen.                                                                                | M31    |
| Månen (naturlig satellit)             | Luna                           | قَمَرٌ                  | ķámarun                          | Månen (astronomisk symbol: ☾ ); ordet قَمَرٌ används även för den obestämda formen "måne" (jfr. engelskans egennamn "Moon" och sbst. "moon") | —      |
| Månen (naturlig satellit)             | Luna                           | القَمَرُ                | al-ķámaru                        | Månen; bestämd form (jfr. engelskans "the Moon" och "the moon"; se ovan) | —      |
| Månen (naturlig satellit)             | Luna                           | هلال                 | ʿhilāl                           | Månskära; månskäran är en välkänd islamisk symbol, som även används i andra religiösa, heraldiska och symboliska sammanhang (jfr. månens astronomiska symbol ovan) | —      |
| Plejaderna (stjärnhop)                | M45                            | الثريا               | aþ-þuraija                       | De många små (d.v.s. Pleiones och Atlas sju döttrar); ثريا (þuraija) är dimin. pl. av ثروة (þāruwā), "rikedom", "myckenhet"; sv.: Plejaderna, sjustjärna -n (vanl. pl. sjustjärnorna) | M45    |
| Solen (stjärna)                       | Sol                            | الشَمْسُ                | aš-šamsu                         | Solen (astronomisk symbol: ☉ ); vår närmaste stjärna studerades ingående av tidiga muslimska astronomer, som al-Khwarizmi och al-Battani | —      |
| Stora magellanska molnet (dvärggalax) | LMC, PGC 17223, Nubecula Major | سحابة ماجلان الكبيرة | suħāba mādjilanī al-kabīra       | Stora magellanska molnet; det moderna arabiska namnet på dvärggalaxen | LMC    |
| Stora magellanska molnet (dvärggalax) | LMC, PGC 17223, Nubecula Major | البقر البيضاء        | al-baķʿr al-bajðah               | Den vita oxen (trol. oeg.); Allen (1963) hänvisar till as-Sufi, som kallade dvärggalaxen "al-Bakr", vilket Allen menar betyder "den vita oxen". Hela namnet skall ha varit "de sydliga arabernas vita oxe", på modern arabiska الثور الأبيض من عرب الجنوبي (aþ-þāur al-ʿabiāð men arābā ad-djanūbī). Men på modern arabiska står بقر (baķara) för "nötboskap"/"ko". al-Bakr, البقر (al-baķʿr), betyder med andra ord "kon". Allens tolkning fick dock stöd så sent som 1997, i en bok om de magellanska molnen skriven av prof. Bengt Westerlund. | LMC    |
| Vintergatan (galax)                   | γαλαξίας κύκλος, Via Lactea    | درب التبانة          | ðarāb at-tabbāina                | Stigen av hö; till درب (ðārāba), "stig" och تبن (tūbbna), "hö" | —      |

## Sökning i Hipparkoskatalogen
| Tillbaka till början · A · B · C · D · E · F · G · H · I · J · K · L · M · N · O · P · Q · R · S · T · U · V · W · X · Y · Z · Andra objekt · Sökning i Hipparkoskatalogen |

Du kan slå upp en stjärna i Hipparkoskatalogen genom att använda dess HIP-beteckning (om sådan anges). Sökbara versioner av katalogen finns på flera astronomiska institutioners webbplatser, bl.a. hos Europeiska rymdorganisationen (ESA) och Centre de Données astronomiques de Strasbourg (CDS).
CDS tillhandahåller databasen SIMBAD, som har en behändig sökfunktion för beteckningar. Där kan du söka på HIP-beteckning eller trivialnamn (och flera andra beteckningsstandarder, t.ex. Messier- och NGC-nummer). Notera att du vid sökning på en nummerbeteckning i SIMBAD måste ange katalogindikatorn (HIP, M, NGC, o.s.v.) före beteckningen, t.ex. "HIP 12345".
- Sök i ESA:s Hipparkoskatalog (HIP-beteckning)
- Sök i SIMBAD (HIP-beteckning el. trivialnamn)

### Allmän astronomi
- Dvärggalax
- Galax
- Himlakropp
- Stjärna
- Stjärnbild
- Stjärnhop

### Astronomihistoria
- Biruni
- Hipparkos (av Nicaea)
- Islamisk astronomi
- Ptolemaios: "Almagest"
- Stjärnforskningens historia
- as-Sufi

### Katalogisering av stjärnor
- Bayer-beteckning
- Flamsteed-beteckning
- Hipparkoskatalogen
- Stjärnkatalog

### Språk
- Etymologi
- Latin
- Nomenklatur
- Semitiska språk: Arabiska
- Svenska

(Tillbaka till början)

### Astronomi
- Centre de Données astronomiques de Strasbourg (CDS)
- Europeiska rymdorganisationen (ESA)
- SIMBAD:s huvudsida (hos CDS)

### Språk
- Lexin: Om man inte kräver uttalshjälp för t.ex. arabiska uppslagsord, så är Lexin ett bra svenskspråkigt verktyg. Den svensk-arabiska delen finns för övrigt även i bokform, utgiven av Språkrådet.
- Star Names: Their Lore and Meaning: 1963 års utgåva av Richard Hinckley Allens bok om stjärnors och andra himmelsobjekts etymologi. Här i en kommenterad och till viss del färgkodad webbversion.
- Star Names: Their Lore and Meaning på Stockholms stadsbibliotek.
- Svenska Akademiens ordbok (SAOB)
- Svensk etymologisk ordbok: Projekt Runebergs (medelst klickning) sökbara version av Elof Hellquists standardverk, i 1922 års upplaga.
- Svensk-Latinsk Ordbok: Christian Cavallins Swensk-Latinsk Ordbok från 1875-1876, i Johan Winges sökbara webbversion.

### Engelskspråkiga Wikipedia
- 88 modern constellations
- 88 modern constellations in different languages
- Astronomy in medieval Islam
- Book of Fixed Stars (arabiska: كتاب صور الكواكب, ordagrant "Illustrerad bok om planeterna"; svenska: Stjärnbildernas bok/Fixstjärnornas bok[37])
- List of Arabic star names

(Tillbaka till början

### Bildexempel
1. ↑  Klänning med långt släp på Wikimedia Commons.[6]
2. ↑  Hästens yttre anatomi (ill. under huvudordet hästen) i Nordisk familjebok, Uggleupplagan.[9]
3. ↑  Omonterad vagnskorg och insidan av en vagnskorg på Wikimedia Commons. (Fotograf: Samuel Uhrdin / Livrustkammaren / CC BY-SA)[6]
4. ↑  En buren likbår och en likbår som lit de parade på Wikimedia Commons.[6]
5. ↑  Lokes fängslande av Mårten Eskil Winge, på Wikimedia Commons.[6]
6. ↑  Läderhink på Wikimedia Commons.[6]
7. ↑  Packsadel på Wikimedia Commons.[6]
8. ↑  Månskära på en moské i Kota Kinabalu (Malaysia), på Wikimedia Commons.[6]
9. ↑  Gudinnorna Astarte, Qetesh och Selene, på Wikimedia Commons.[6]
10. ↑  Månskära i Trosas kommunvapen, på Wikimedia Commons.[6]
11. ↑  Månskäran som Röda halvmånens symbol och Röda halvmånen på ett ottomanskt frimärke (1926), på Wikimedia Commons.[6]
12. ↑  Politisk karikatyr av Katarina den stora (m.fl.), med dianamånskära på huvudet, på Wikimedia Commons.[6]

### Språknoter

#### Arabiska
1. ↑  دُبّ (dubb) på engelskspråkiga Wiktionary.[8]
2. ↑  أصغر (asħuru) på engelskspråkiga Wiktionary.[8]
3. ↑  عنتر (ʿanþarah) på engelskspråkiga Wiktionary.[8]
4. ↑  فنجان (findjān) på engelskspråkiga Wiktionary.[8]
5. ↑  عَزْل (ʿazulʿ) på engelskspråkiga Wiktionary.[8]
6. ↑  بطن (baṭn) på engelskspråkiga Wiktionary.[8]
7. 1 2  منكب (mankīb) på engelskspråkiga Wiktionary.[8]
8. ↑  فَرَس (faras) på engelskspråkiga Wiktionary.[8]
9. 1 2  شَاءَ (šāʾa) på engelskspråkiga Wiktionary.[8]
10. ↑  درب التبانة (ðarāb at-tabbāina) på engelskspråkiga Wiktionary.[8]
11. ↑  درب (ðārāba) på engelskspråkiga Wiktionary.[8]

#### Engelska
1. ↑  zenith (underrubriken "Etymology") på engelskspråkiga Wiktionary.[8]
2. ↑  azimuth (underrubriken "Etymology") på engelskspråkiga Wiktionary.[8]
3. ↑  Moon på engelskspråkiga Wiktionary.[8]
4. ↑  moon på engelskspråkiga Wiktionary.[8]

#### Latin
1. 1 2  primus på engelskspråkiga Wiktionary.[8]
2. 1 2  secundus på engelskspråkiga Wiktionary.[8]
3. ↑  meridianus på engelskspråkiga Wiktionary.[8]
4. 1 2 3 4 5 6 7 8 9 10  australis på engelskspråkiga Wiktionary.[8]
5. 1 2 3 4 5 6 7 8  borealis på engelskspråkiga Wiktionary.[8]
6. 1 2 3  posterior på engelskspråkiga Wiktionary.[8]
7. 1 2 3  prior på engelskspråkiga Wiktionary.[8]
8. ↑  maior på engelskspråkiga Wiktionary.[8]
9. ↑  minor på engelskspråkiga Wiktionary.[8]
10. ↑  medius på engelskspråkiga Wiktionary.[8]
11. ↑  meridionalis på engelskspråkiga Wiktionary.[8]
12. ↑  sydlig i Swensk-Latinsk Ordbok.[22]
13. ↑  proximus på engelskspråkiga Wiktionary.[8]
14. ↑  sagma på engelskspråkiga Wiktionary.[8]
15. ↑  packsadel i Swensk-Latinsk Ordbok.[22]

#### Persiska
1. ↑  پنگان (fendjân) på engelskspråkiga Wiktionary.[8]
2. ↑  ظلمان (zolmân) (Alpha Centauri, underrubriken Translations) på engelskspråkiga Wiktionary.[8]

#### Svenska
1. ↑  lock (sbst.3) på svenskspråkiga Wiktionary.[5]
2. ↑  veta på svenskspråkiga Wiktionary.[5]
3. ↑  sluka på svenskspråkiga Wiktionary.[5]
4. 1 2 3 4 5 6  killing på svenskspråkiga Wiktionary.[5]
5. ↑  sida (sbst.6) på svenskspråkiga Wiktionary.[5]
6. 1 2 3 4  härold i Nordisk familjebok, Uggleupplagan.[9]
7. ↑  upphöja (vb.1 & 2) på svenskspråkiga Wiktionary.[5]
8. 1 2 3 4  lansiär i Nordisk familjebok, Uggleupplagan.[9]
9. ↑  torn (bot.) i Nordisk familjebok, Uggleupplagan.[9]
10. 1 2 3 4 5 6 7 8 9 10 11 12 13 14 15 16  lycka (filos.) i Nordisk familjebok, Uggleupplagan.[9]
11. 1 2 3 4 5 6 7 8  språng (sbst.2) på svenskspråkiga Wiktionary.[5]
12. ↑  fettsvansfår (under huvudordet fårsläktet) i Nordisk familjebok, Uggleupplagan.[9]
13. ↑  klandervärd på svenskspråkiga Wiktionary.[5]
14. ↑  skändlig på svenskspråkiga Wiktionary.[5]
15. 1 2 3 4 5 6  skälla (vb.2) på svenskspråkiga Wiktionary.[5]
16. 1 2  fotpall på svenskspråkiga Wiktionary.[5]
17. ↑  stånga på svenskspråkiga Wiktionary.[5]
18. ↑  surögdhet (under huvudordet ögoninflammation) i Nordisk familjebok, Uggleupplagan.[9]
19. ↑  stad i Svensk etymologisk ordbok.[19]
20. 1 2  prick (sbst.1) på svenskspråkiga Wiktionary.[5]
21. ↑  rättskaffens på svenskspråkiga Wiktionary.[5]
22. ↑  rättfärdig på svenskspråkiga Wiktionary.[5]
23. ↑  ädel (adj.1) på svenskspråkiga Wiktionary.[5]
24. ↑  sinne (sbst.2) på svenskspråkiga Wiktionary.[5]
25. ↑  Lokes fängslande (på svenska) på norskspråkiga Heimskringla.[23]
26. 1 2  länd i Nordisk familjebok, Uggleupplagan.[9]
27. ↑  ed (sbst.1) på svenskspråkiga Wiktionary.[5]
28. 1 2  pinass i Nordisk familjebok, Uggleupplagan.[9]
29. ↑  packsadel m. bildexempel (under huvudordet sadel) i Nordisk familjebok, Uggleupplagan.[9]
30. ↑  tipp (sbst.1) på svenskspråkiga Wiktionary.[5]
31. ↑  bestående (adj.1) på svenskspråkiga Wiktionary.[5]
32. ↑  eka i Nordisk familjebok, Uggleupplagan.[9]
33. ↑  slup i Nordisk familjebok, Uggleupplagan.[9]
34. ↑  beteckning på svenskspråkiga Wiktionary.[5]

(Tillbaka till början)

#### Källnoter
1. ↑  Alioth på Stars (se Kaler, J. B. i källistan).[10]
2. ↑  Almaaz på Stars (se Kaler, J. B. i källistan).[10]
3. ↑  Azaleh på Yildiz adlari sözlüdjü (se Pultar, M. i källistan).[15]
4. ↑  Hassaleh på Yildiz adlari sözlüdjü (se Pultar, M. i källistan).[15]
5. ↑  Nusakan på Stars (se Kaler, J. B. i källistan).[10]
6. ↑  Saiph på Stars (se Kaler, J. B. i källistan).[10]
7. ↑  Salm på Yildiz adlari sözlüdjü (se Pultar, M. i källistan).[15]